# Colorado History Museum

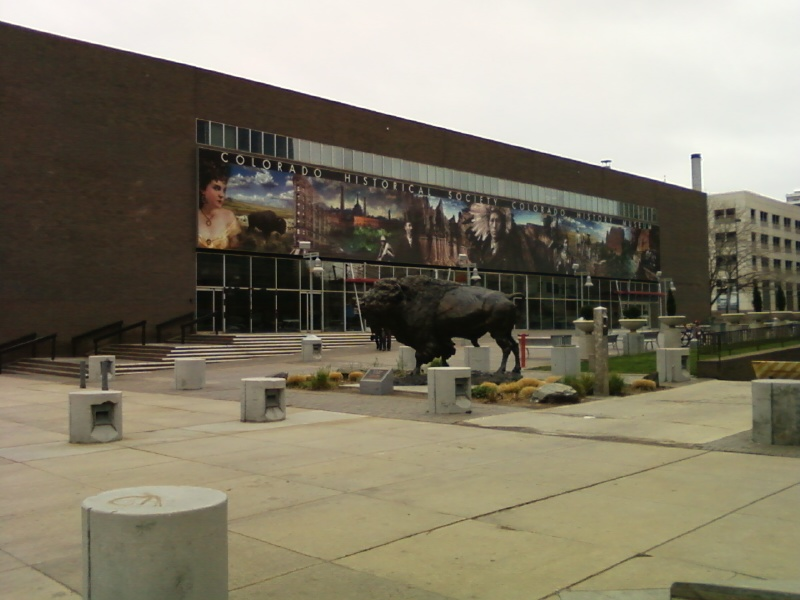
Colorado History Museum, Denver

Das Colorado History Museum war ein US-amerikanisches Museum in Colorado, mit dem Schwerpunkt der Geschichte des Bundesstaates. Der Sitz war in Denver. Das Museum bestand von 1976 bis zum 28. März 2010 unter der Verwaltung der Colorado Historical Society, heute bekannt als History Colorado. Danach wurde das Gebäude abgerissen. Die Exponate wurden überführt in das südlich gelegene, neu errichtete History Colorado Center.